# Cónclave de agosto de 1978
El cónclave de agosto de 1978, el primero de los dos cónclaves de aquel año, fue convocado luego de la muerte del papa Pablo VI, ocurrida el 6 de agosto de 1978 en Castel Gandolfo. El cónclave para elegir a su sucesor comenzó el 25 de agosto y terminó un día después, el 26 de agosto, tras cuatro votaciones. Los cardenales electores escogieron a Albino Luciani, patriarca de Venecia, como nuevo papa. Él aceptó la elección y eligió el nombre de Juan Pablo I para su pontificado.

## Cónclave
El cónclave se realizó desde el 25 de agosto al 26 de agosto, en la Capilla Sixtina del Palacio Apostólico de la Ciudad del Vaticano. El primer día los cardenales celebraron una misa en la Basílica de San Pedro. Seis horas más tarde, los cardenales iniciaron su procesión a la Capilla Sixtina, mientras el coro de la capilla cantaba el himno "Veni Creator Spiritus". El arzobispo Virgilio Noè, Maestro de las Celebraciones Litúrgicas Pontificias, dio la tradicional orden "Extra omnes!" (¡Fuera todos!), las puertas se cerraron, y el cónclave comenzó.
Debido a que el cónclave se desarrolló durante el verano y no está permitido abrir las ventanas de la Capilla, el calor era casi insoportable. Hasta ese momento, era el cónclave más grande reunido en la historia. Por lo tanto, para acomodar a los electores, los tradicionales tronos con dosel fueron reemplazados por doce mesas largas. Supuestamente Karol Wojtyła, Aloísio Lorscheider y Bernardin Gantin fueron los encargados de los escrutinios durante el cónclave.
Los cardenales electores no buscaban un burócrata de la curia, querían a una figura cálida y humilde, que tuviera un perfil similar al de Juan XXIII. También querían a un italiano, dada la gran influencia papal en la política italiana. Entre los candidatos a ser electos estaban, Giuseppe Siri de Génova, Corrado Ursi de Nápoles y Giovanni Benelli de Florencia. En realidad, Benelli favoreció a Albino Luciani de Venecia, que fue finalmente electo luego de cuatro escrutinios. Cuando el camarlengo Jean-Marie Villot le preguntó oficialmente a Luciani si aceptaba la elección, este dijo: «Acepto, en nombre del Señor». En honor a sus predecesores eligió el nombre de Juan Pablo I.

### Anuncio

Juan Pablo I al momento de ser elegido.

Al momento de ser elegido, el entonces Cardenal Protodiácono Pericle Felici, fue el encargado de anunciar el Habemus Papam:

Annuntio vobis gaudium magnum:

Habemus Papam!

Eminentissimum ac reverendissimum dominum,

dominum Albinum,

Sanctæ Romanæ Ecclesiæ Cardinalem Luciani,

qui sibi nomen imposuit Ioannis Pauli I.
Os anuncio un gran gozo:

¡Tenemos Papa!

El eminentísimo y reverendísimo señor,

Señor Albino,

cardenal de la Santa Iglesia Romana Luciani,

quien se ha impuesto el nombre de Juan Pablo Primero.

Fue así como empezó el Pontificado de Juan Pablo I, Papa por 33 días.